# Lepidonectes bimaculatus
Lepidonectes bimaculatus es una especie de pez de la familia Tripterygiidae en el orden Perciformes.

## Morfología
Los machos pueden llegar alcanzar los 6,8 cm de longitud total.

## Alimentación
Come algas y invertebrados pequeños.

## Hábitat
Es un pez de mar y de clima tropical y asociado a los  arrecifes de coral que vive hasta los 15 m de profundidad.

## Distribución geográfica
Lepidonectes bimaculata es una especie endémica de la Isla de Malpelo, en el departamento del Valle del Cauca en Colombia.